# Laminou Mahamane Moussa
Laminou Mahamane Moussa († 12. August 2014) war ein nigrischer Offizier.
Laminou Mahamane Moussa gehörte den nigrischen Streitkräften an. Er diplomierte 2009 in höheren Militärwissenschaften am Collège interarmées de Défense in Paris. Er hatte den Dienstgrad eines colonel (Oberst), als er als einer von 22 Offizieren Mitglied des Obersten Rats für die Wiederherstellung der Demokratie wurde. Die Militärjunta unter der Führung von Salou Djibo regierte Niger von 2010 bis 2011, nach dem Sturz von Staatspräsident Mamadou Tandja und bis zur Wahl von Mahamadou Issoufou zum neuen Staatspräsidenten. Laminou Mahamane Moussa arbeitete danach als Nigers Generaldirektor für Zivilschutz. Er war mehrere Jahre lang Mitglied des Exekutivrats und der Generalversammlung der Internationalen Zivilschutzorganisation. Unter Mahamadou Issoufou wurde er 2013 zum colonel-major befördert. Er starb im darauffolgenden Jahr bei einem Autounfall.